# Публій Сульпіцій Саверріон (консул 279 року до н. е.)
Пу́блій Сульпі́цій Саверріо́н (лат. Publius Sulpicius Saverrio; IV—III століття до н. е.) — політичний, державний і військовий діяч Римської республіки, консул 279 року до н. е.

## Біографія
Походив з роду Сульпіціїв. Син Публія Сульпіція Саверріона, консула 304 року до н. е.
279 року до н. е. його обрано консулом разом з Публієм Децієм Мусом, під час війни з Пірром, після поразки римлян при Гераклеї. У великий битві при Асколі Сатіріано очолювана ними римська армія була розбита, Децій Мус загинув; але при цьому і військо епірського царя Пірра зазнало великих втрат. З того час пішов крилатий вираз «Піррова перемога» — тобто здобута великою кров'ю.
Доля Публія Сульпіція після закінчення його консульства невідома. Сульпіції з когноменом Саверріон у джерелах більш не згадуються.